# Apomys abrae
Apomys abrae — вид гризунів родини Muridae, поширений на Філіппінах. Цей вид зустрічається в різноманітних середовищах існування: від змішаних трав і чагарників під соснами до густих гірських дощових лісів. Його дієта складалася з насіння та інших рослинних матеріалів, і він потрапив у пастку в нічний/сумеречний період. Відлов показав, що цей вид частіше потрапляв у пастку на землі, що вказує на те, що цей конкретний вид рідко піднімається на дерева.